# Ratas, ratones, rateros

Ratas, ratones, rateros est un film équatorien réalisé par Sebastián Cordero, sorti en 1999.

## Synopsis
L'histoire se passe entre Quito et Guayaquil, les deux plus grandes villes d'Equateur. Salvador (Marco Bustos) est un lycéen qui vit avec son père (Antonio Ordoñez) dans un quartier populaire de la capitale. Peu motivé par l'école, il est en conflit permanent avec son père. Arrive un jour Angel (Carlos Valencia), un cousin drôle, mais à la mauvaise réputation. Tous deux accumulent les petits coups et vont jusqu'à Guayaquil revendre une voiture volée. Là-bas, Angel est rattrapé par ses vieux démons: quelques jours auparavant, il a tué l'un de ses créanciers... Pris de panique ils décident de remonter tous les deux à Quito, où ils pensent faire fortune. Ils fréquentent alors Carolina (Irina Lopez), la riche cousine de Salvador, chez qui ils vont trouver les moyens de faire fortune. Lassé des risques et des coups tordus, Salvador s'éloigne d'Angel et cherche l'amour dans les yeux de Mayra (Cristina Davila) et tente de se réconcilier avec son père...

## Fiche technique
- Titre : Ratas, ratones, rateros
- Réalisation et scénario : Sebastián Cordero
- Musique : Sergio Sacoto-Arias
- Production : Cabezahuaca producciones independientes
- Pays :  Équateur
- Durée : 107 minutes
- Date de sortie : 1999

## Distribution
- Marco Bustos : Salvador
- Carlos Valencia : Angel
- Simón Brauer : J.C.
- Cristina Dávila : Mayra
- Fabricio Lalama : Marlon
- Irina López : Carolina
- José Antonio Negret : Martin
- Antonio Ordoñez : Le père de Salvador
- Lupe Machado : La grand-mère de Salvador

## Nominations et récompenses
- Nommé pour le Prix Goya du meilleur film étranger en langue espagnole (2001)
- Nommé pour le prix du Jury au Festival du film de Slamdance (en)[Quand ?]